# Tecnica vocale estesa
I vocalisti sono in grado di produrre una varietà di suoni di tecnica estesa. Queste tecniche di canto alternative sono state ampiamente utilizzate nel XX secolo, specialmente nella canzone artistica e nell'opera. Esempi particolarmente famosi di tecnica vocale estesa si possono trovare nella musica di Luciano Berio, John Cage, George Crumb, Peter Maxwell Davies, Hans Werner Henze, György Ligeti, Demetrio Stratos, Meredith Monk, Giacinto Scelsi, Giuseppe Mango, Arnold Schönberg, Salvatore Sciarrino, Karlheinz Stockhausen, Diamanda Galàs, Tim Foust, Avi Kaplan e Trevor Wishart.

## Tecniche timbriche

### Frasario

#### Parlato
Il testo parlato viene spesso utilizzato. Il termine "parlando" è un'indicazione simile un po' antiquata.

#### Rapping
Il rap (o rapping) è una tecnica vocale tipica della musica hip hop, che consiste nell'esecuzione di allitterazioni, assonanze e rime senza melodie su basi ritmiche uniformi, cadenzate e spesso già assemblate e registrate, strumentali o più spesso elettroniche.

#### Sprechgesang
Sprechgesang è una combinazione di canto e parlato. Di solito è fortemente collegato ad Arnold Schoenberg (in particolare il suo Pierrot Lunaire che usa lo sprechgesang per tutta la sua durata) e la Seconda scuola viennese. Schoenberg ha annotato lo sprechgesang posizionando una piccola croce attraverso il gambo di una nota che indica la tonalità approssimativa. Nella musica più moderna, "sprechgesang" è spesso semplicemente scritto su un brano musicale.

#### Inalando
Il canto è prodotto mentre un cantante sta inspirando. Questa tecnica combinata con l'espirazione e altre tecniche può produrre un flusso continuo di voci che è ampiamente utilizzato in stili estremi di metal come il death metal, ma è anche impiegato in altri stili per creare un effetto teso o addirittura umoristico.

### Intonazione

#### Falsetto
Una tecnica vocale che consente al cantante di cantare note più alte della gamma vocale modale.

#### Suoni glottali
Un suono tipo "frittura" può essere prodotto per mezzo della glottide. Questa tecnica è stata spesso utilizzata da Meredith Monk.

#### Jodel
Lo jodel viene eseguito alternando rapidamente la voce di petto e la voce di testa di un cantante.

#### Ululato
Un suono vocale lungo, oscillante e acuto, simile a un ululato con una qualità trillante. Viene prodotto emettendo una fortissima voce acuta, accompagnata da un rapido movimento avanti e indietro della lingua e dell'ugola. L'ululato viene praticato in certi stili di canto, come anche in eventi rituali comuni, usati per esprimere forti emozioni.

### Riverbero

#### Tremolo vocale
Un tremolo vocale viene eseguito facendo pulsare rapidamente l'aria espulsa dai polmoni del cantante mentre si canta un tono. Questi impulsi di solito si verificano da 4 a 8 volte al secondo.

#### Trillo vocale
Un trillo vocale viene eseguito aggiungendo il canto vibrato mentre si esegue un tremolo vocale.

#### Rekuhkara
È uno stile di canto, simile al canto di gola Inuit, praticato dagli Ainu.
Il metodo Ainu prevedeva due donne, una di fronte all'altra, con una che formava un tubo con le mani e cantava nella cavità orale della sua partner. La tecnica è essenzialmente quella in cui il "donatore" fornisce la voce e il "ricevitore", tenendo chiusa la sua glottide, usa il suo tratto vocale per modulare il flusso sonoro.

### Armoniche

#### Ipertoni
Manipolando la cavità vocale, possono essere prodotti degli ipertoni. Sebbene tradizionalmente usati nella musica tradizionale della Mongolia, Tuva e Tibet, gli ipertoni sono stati usati anche nelle composizioni contemporanee di Karlheinz Stockhausen (Stimmung), così come in il lavoro di David Hykes.

#### Sottotoni
Controllando attentamente le configurazioni delle corde vocali, un cantante può ottenere "sottotoni" che possono produrre raddoppio del tempo, una triplicazione o un più alto grado di moltiplicazione; ciò può dar luogo a toni che coincidono abbastanza con quelli di una serie armonica inversa. Sebbene l'ottava sotto sia il sottotono più frequentemente usato, sono possibili anche un dodicesimo sotto e altri sottotoni più bassi. Questa tecnica è stata utilizzata in particolare da Joan La Barbara. Tuttavia i sottotoni possono essere generati da processi che includono non solo le corde vocali. Per esempio le pieghe ventricolari (chiamate anche "false corde vocali") possono essere utilizzate, probabilmente solo da forze aerodinamiche e fatte vibrare con le corde vocali, generando sottotoni, come quelli trovati, ad esempio, in canti tibetani dai toni bassi.

#### Multifonici
Sovrastressando o contraendo in modo asimmetrico i muscoli laringei, si può produrre un multifonico o accordo. Questa tecnica è presente nella composizione Versuch über Schweine del 1968 del compositore tedesco Hans Werner Henze. Nella patologia della voce ci sono varie descrizioni di effetti alquanto simili, come quelli che si trovano in pazienti con diplofonia, una condizione che produce una "doppia voce", cioè due o anche più toni simultanei.

### Distorsione

#### Voce alla Paperino
Una forma di parlata diversa da quella laringea, che ha un tono alto che può essere utilizzato per parlare e cantare. È più familiare come la voce di Paperino.

## Suoni non vocali
Oltre a produrre suoni con la bocca, ai cantanti può essere richiesto di battere le mani o schioccare le dita. Questo di solito è indicato scrivendo la parola appropriata su una nota. Questi gesti sono talvolta scritti anche sul pentagramma separato di una riga.

## Cambiamenti timbrici artificiali

### Inalazione di gas
L'elio per inalazione viene occasionalmente usato per cambiare drasticamente il timbro della voce. Quando viene inalato, l'elio modifica le proprietà di risonanza della traccia vocale umana risultando in una voce molto cigolante. Nella composizione di Salvatore Martirano, L’s GA, è richiesto al cantante di inalare da una maschera di elio.
Viceversa si può ottenere una voce innaturalmente bassa chiedendo al cantante di inalare esafluoruro di zolfo. Questa tecnica è meno diffusa dell'inalazione di elio, in parte a causa del rischio intrinseco del gas che sostituisce l'ossigeno nei polmoni.

### Miglioramento vocale artificiale
L'amplificazione, come il microfono o persino il megafono, possibilmente con distorsione elettronica della voce, è spesso usata nella composizione contemporanea.
Attraverso l'uso di varie tecniche di distorsione elettronica, le possibilità di potenziamento vocale sono quasi illimitate. Un buon esempio di questa tecnica può essere trovato in gran parte della musica scritta ed eseguita da Laurie Anderson.
Un altro interessante esempio di miglioramento vocale artificiale si trova in Spirals di Robert Newell in cui i compositori chiedono ai cantanti di usare megafoni.

### Cantare dentro il pianoforte
Ci sono un certo numero di pezzi che richiedono che un cantante si chini su un pianoforte (a volte amplificato) e canti direttamente nelle corde. Se le corde non sono smorzate, l'effetto è di iniziare a percepire vibrazioni simpatetiche dal pianoforte. Di gran lunga il pezzo più famoso nell'utilizzo di questa tecnica è Ancient Voices of Children di George Crumb.

## Esecutori notevoli che utilizzano tecniche vocali estese
- George "Corpsegrinder" Fisher
- Laurie Anderson
- Gelsey Bell
- Cathy Berberian
- Iva Bittová
- Thomas Buckner
- Jill Burton
- Jan DeGaetani
- Paul Dutton
- Diamanda Galás
- Roy Hart
- Nicholas Isherwood
- Fatima Miranda
- Imogen Heap
- Shelley Hirsch
- David Hykes
- Sofia Jernberg
- Giuseppe Mango

- Joan La Barbara
- Phil Minton
- Meredith Monk
- David Moss
- Sainkho Namtchylak
- Yōko Ono
- Anna Pangalou
- Carol Plantamura
- Alice Shields
- Demetrio Stratos
- Michael Vetter
- Jennifer Walshe
- Trevor Wishart
- Alfred Wolfsohn
- Savina Yannatou
- Pamela Z
- Vahram Sargsyan
- Ralf Peters[3]

### Ascolto
- Vox Humana: Alfred Wolfsohn's Experiments in Extension of Human Vocal Range (Folkways Records, 1956)
- Lexicon of Extended Vocal Techniques[collegamento interrotto]